# 風呂上がりの夜空に
『風呂上がりの夜空に』（ふろあがりのよぞらに）は、小林じんこによる日本の漫画作品。
『週刊ヤングマガジン』（講談社）にて、1984年から1987年まで連載され、コミックスは全5巻が発刊された。

## 概要
「某高等学校」の新入生松井辰吉と、彼を慕って某高等学校に入学してきた花室もえが主人公。
この2人の恋愛を軸に、個性豊かな多数の登場人物と、流行の音楽・ファッションがちりばめられており、当時の2歩も3歩も先を行く高校生活が描かれていた。

## 登場人物
以下、登場順に記載
松井辰吉（まつい たつきち）
某高等学校の男子生徒。一見無気力だが、登場人物の中で最も常識的な人物。
中学2年生の5月5日、家の近くの土手で花室もえを助けた際に、右臀部に14針の切り傷を負う。
花室もえ（はなむろ もえ）
某高等学校の女子生徒。自分を助けてくれた辰吉が忘れられず、父親の北海道転勤を機に、単身某高に入学（転勤前に住んでいた場所についての記述は作品中に登場しない）。
銭湯を営む祖母のもとで暮らしている。
人の好意に対して、悪気はないのだが非情に対応する一面があり、ときには物事を突き詰めて考えてしまうこともある。
松井辰五郎（まつい たつごろう）
辰吉の6歳年下の弟。
岩乃里（いわのり）
もえの親友。辰吉やスガルとは中学からの同級生。
バンドを組んでいて、リードギターを担当していることが第45話「キラキラ・ハーブ」でうかがえる。
スガル
辰吉の中学時代からの親友。
鈴ばあ
もえの祖母。銭湯「花の湯」のオーナー。
辰吉の両親
父親はカラオケマニア。母親は化粧品のセールスレディ。
16歳の時、母親が友人（ヤクザ）の家へ遊びに行ったのを、囲われたと勝手に思い込んだ父親が、木刀を持って単身殴り込みに行った。
血だらけになった父親を見た時、母親は運命的な初恋に落ちた。（第24話「16の接点」）
蛇荷伊豆次（じゃにいずじ）
某校の2年生の男子生徒。もえにモーションをかけるが、ふられてしまう。
公会堂渋也（こうかいどう しぶや）
某校の3年生の男子生徒。野球部のキャプテン。
公会堂日比也（こうかいどう ひびや）
某校の3年生の男子生徒。渋也のいとこで、弓道部の主将。
ケンとメリー
花の湯に現れる、時代錯誤なカップル。ケンちゃんは、赤い手ぬぐいを様々な用途で使い回す達人。
玉利美鈴（たまり みすず）
辰吉の中学時代の同級生。辰吉のことが好きだった。時々登場し、もえの心をかき乱す存在。苗字のルビとして「たまとし」が振られている事もある。
蓑（みの）
某校の3年生の男子生徒。水玉模様が大好き。父親は「おみそれ教」の教祖、蓑文太。通称「みのくん」。後にドッペルゲンガー事件により６つ子なことが判明。
青山先生
某校教諭。辰吉の担任。通称「あおやん先生」
フランキー坂上
某校の生徒会長。かなりの切れ者。通称「会長」
その他
もえと岩に二人の女子生徒を加えた４人が仲良しグループとして描写されているが、この二人の名前は作中に一切登場しない。
ちょっとしたモブキャラや野球部メンバー全員の名前ですら登場するのにである

## 関連作品

### サウンドトラック
- 小笠原寛 - 『ビジュアル・サウンド・シリーズ 風呂上がりの夜空に』（1985年12月5日発売、K28G-7279）
作者の小林と親交があり、本作にもしばしば登場する爆風スランプのサンプラザ中野が収録曲『岩に書いたラブレター〜岩ちゃんのテーマ〜』の作詞を担当。

### テレビドラマ
テレビ朝日系列にて1987年11月10日から12月22日にかけて毎週火曜夜8時から8時54分の枠で全7話が放送された。

#### 概要
原作から、辰吉ともえの因縁であるお尻の14針にまつわる関係、そしてもえの家業が銭湯「花の湯」だけを残して、あとはほぼオリジナルの設定を起こして作られた。また、原作では主演の二人は高校生ではあったが、錦織と三田の当時の実年齢に合わせて大学生とした。が、同じ大学に通っているものの、キャンパスライフが舞台の部分はほとんどなく、「花の湯」と、辰吉ともえ各々が住んでいる「花室マンション」（数年前に「花の湯」を改築する際にその場所を賃貸マンション化し、そこに近代化した銭湯「花の湯」がテナントとして中に入っている）周辺が舞台の中心。

#### あらすじ
女子大生の花室もえは、子供の時に河原で転んで危機一髪の自分を救ってくれ、その身代わりにお尻に14針もの怪我をした同年代の男の子に恋い焦がれ、彼を捜すために家業の銭湯「花の湯」の番台に座る日々を送る。
そんなある日、「花の湯」が入る花室マンションに大学生の辰吉が引っ越してきた。本人はそれらしくはないものの、実家がヤクザだということで嫌悪する。しかも、同居人の子持ちの女性は引っ越して来て早々にもえの姉の旦那と不倫する始末で、花室家は大混乱。
怒ったもえは辰吉に貸した部屋からの立ち退きを求めるが、「花の湯」で遭遇した辰吉のお尻の14針を見て「もしや…！？」と動揺する。一方その頃、辰吉の実家のヤクザは、依頼を受けた地上げ仕事に「花の湯」と花室マンションを狙い始めた…。

#### キャスト
- 錦織一清
- 三田寛子
- 神田正輝
- かとうかずこ
- 柳沢慎吾
- 小松政夫
- 高橋ひとみ
- 高田純次
- 車だん吉
- 黒川恭佑
- 安倍里葎子
- 須間一也
- 渡辺千秋
- 磯崎洋介
- 大倉順憲
- 黒田眞澄
- 中島陽典
- 中村ゆうじ（第2話）
- 中村繁之（第5話）
- 国生さゆり（第5話）

#### 主題歌
- 中村あゆみ「R&Bにwoo...NASARETE」（オープニング）
- 中村あゆみ「Still」（エンディング）

#### エピソード
- 錦織は原作の設定に沿って、お尻に14針のキズを持ち、撮影で裸体となってそれを晒す。そして三田がそれを間近で見つめるシーンがあるが、三田は目が悪いためにはっきり見えなかったとのこと。ほかにも毎回女湯のシーンが挿入され、そこで錦織らが乱入してきて女性客が裸体を晒しながらパニックになるなどのサービスシーンも満載。
- 錦織と神田によるアドリブとギャグが毎回満載されたスラップスティックな作りで、とくに錦織のジャニーズ内輪ウケネタが特徴。
- 放送開始直前に三田寛子が出演したテレビ朝日の番組宣伝番組『ファンTV』で話したところによると、その時点ですでに最終回である第7話のクライマックスあたりを撮っていたとのこと。
- 錦織と少年隊の同僚である東山紀之が、本作と同じ制作会社、カノックスで撮られて、同時期にオンエアされたフジテレビ系ドラマ『荒野のテレビマン』に主演している。